# A.D.I.D.A.S.
A.D.I.D.A.S. är en låt skriven av det amerikanska alternativ metal-bandet Korn; låten gavs ut på skivan Life Is Peachy, men också som den andra singeln från skivan i mars 1997. Låten är 2 minuter och 32 sekunder lång, och släpptes av skivbolaget Epic Records.
A.D.I.D.A.S. är en akronym för "All day I dream about sex".